# مورين جونسون
مورين جونسون (بالإنجليزية: Maureen Johnson)‏ (16 فبراير 1973، فيلادلفيا في الولايات المتحدة)؛ كاتِبة مُتخصِّصة في أدب الأطفال وروائية أمريكية. درست في جامعة كولومبيا.